# Darío Kanyat Cortez
Darío Enrique Kanyat Cortez (Guayaquil, 1936-1992, Quito) fue un político ecuatoriano, que ejerció las labores como alcalde de Santo Domingo de los Colorados.

## Vida política
De ascendencia china, vivió una niñez de pobreza. Se dedicó a la banca, sin ideología política firme. A pesar de pertenecer al partido Democracia Popular de Oswaldo Hurtado, hizo amistades con el Partido Social Cristiano de Leon Febres Cordero. Ganó la alcaldía con un polémico empate técnico al superar a su contrincante con apenas 25 votos. Al momento de asumir el cargo no realizó el proceso legal de posesión, por lo que un Tribunal Electoral de Pichincha afirmó que se encontraba en el cargo de forma ilegal. La controversia se resolvió dos años y medio después de asumir el cargo, cuando el concejo cantonal lo posesionó formalmente.
Dentro de los registros de algunas de sus labores conseguidas en su administración, se encuentra la creación de 20 centros de formación profesional para mujeres del cantón. Su administración también tiene en su haber la constitución de la empresa pública de agua potable y alcantarillado para la ciudad.

### Juicio, prisión y muerte
El jueves 16 de febrero de 1989, fue detenido y encarcelado con indicios de responsabilidad penal, luego de que el contralor general del Estado, enviara una orden a la Corte de Quito, acusándolo de peculado, por la contratación de unas obras que no se realizaron, en el relastrado de vías cooperativas agrícolas, 30 de noviembre - Puerto Limón, desde el km 25 de vía a Quevedo y en el recinto Julio Moreno en el puente sobre el río Baba. Estuvo 3 años en la prisión García Moreno, y según la versión oficial, al momento de quedar en libertad, falleció de un infarto al corazón.